# Combiné nordique aux Jeux olympiques de 1968
Pour des articles plus généraux, voir Combiné nordique aux Jeux olympiques et Jeux olympiques d'hiver de 1968.
Navigation
Innsbruck 1964 Sapporo 1972
Les épreuves de combiné nordique aux Jeux olympiques d'hiver de 1968 ont lieu du 10 au 12 février 1968 à Autrans.

## Podium
| Épreuves | Or                 | Argent            | Bronze             |
| -------- | ------------------ | ----------------- | ------------------ |
| Hommes   | Franz Keller (FRG) | Alois Kälin (SUI) | Andreas Kunz (GDR) |